# Eurydinotomorpha monteithi
Eurydinotomorpha monteithi är en stekelart som beskrevs av Boucek 1988. Eurydinotomorpha monteithi ingår i släktet Eurydinotomorpha och familjen puppglanssteklar. Inga underarter finns listade i Catalogue of Life.